# Condado de Hoochstrate
El condado de Hoochstrate es un título de nobleza español, concedido (con la denominación de "Conde de Hoogstraeten"), por el rey Carlos I, en Flandes el 25 de noviembre de 1518, a favor de Antonio de Lalaing, lugarteniente de Holanda y Utrech, caballero de la Insigne Orden del Toisón de Oro.
Fue rehabilitado en 1925 por el rey Alfonso XIII para José María Pérez de Guzmán y Sanjuan, hijo de Juan Francisco Pérez de Guzmán y Boza II duque de T'Serclaes y de su segunda esposa, María de los Dolores Sanjuan y Garvey, que se convirtió así en el primer conde de Hoochstrate.

## Condes de Hoochstrate (antes Hoogstraeten)
| Condes de Hoogstraeten          | Condes de Hoogstraeten                              | Condes de Hoogstraeten |
| Creación por Carlos I           | Creación por Carlos I                               | Creación por Carlos I  |
| ------------------------------- | --------------------------------------------------- | ---------------------- |
| I                               | Antonio de Lalaing                                  | 1518-1540              |
| II                              | Felipe de Lalaing                                   | 1540-1553              |
| III                             | Antonio de Lalaing                                  | 1553-1568              |
| IV                              | Guillermo de Lalaing                                | 1568-1590              |
| V                               | Antonio de Lalaing                                  | 1590-1613              |
| VI                              | Carlos de Lalaing                                   | 1613-1626              |
| VII                             | Alberto Francisco de Lalaing                        | 1626-1674              |
| VIII                            | Francisco Pablo de Lalaing                          | 1674-1691              |
| IX                              | Wilhelm Florentín Rheingraf                         | 1691-1707              |
| Condes de Hoochstrate           |                                                     |                        |
| Rehabilitación por Alfonso XIII |                                                     |                        |
| I                               | José María Pérez de Guzmán y Sanjuan                | 1925-1943              |
| II                              | Juan Pérez de Guzmán y Castillejo                   | 1956-2015              |
| III                             | María de la Concepción Pérez de Guzmán y Castillejo | 2018-2022              |
| IV                              | Andrés Pérez de Guzmán y Vega                       | 2023-actual titular    |

## Historia de los condes de Hoochstrate
- Antonio de Lalaing (1480-1540), I conde de Hoogstraeten, señor de Montogny.

Casó con Isabel de Coulemburgo, señora de Coulemburgo, prima del emperador Carlos V, I en España. Sin descendencia. Fue autorizado a designar sucesor, lo que realizó en la persona del hijo de su hermano Carlos de Lalaing, por tanto su sobrino carnal:
- Felipe de Lalaing (1510-1553)), II conde de Hoogstraeten. Le sucedió su hijo:

- Antonio de Lalaing (1525-1568), III conde de Hoogstraeten. Le sucedió su hijo:

- Guillermo de Lalaing (1545-1590), IV conde de Hoogstraeten. Le sucedió su hijo:

- Antonio de Lalaing (1588-1613), V conde de Hoogstraeten. Le sucedió su hijo:

- Carlos de Lalaing (f. en 1626), VI conde de Hoogstraeten. Le sucedió su hijo:

- Alberto Francisco de Lalaing (1642--1674), VII conde de Hoogstraeten. Le sucedió su hijo:

- Francisco Pablo de Lalaing (1630-1691), VIII conde de Hoogstraeten. Le sucedió el hijo de su hermana María Gabriela, por tanto su sobrino:

- Wilhelm Florentín Rheingraf (1670-1707), IX conde de Hoogstraeten.

Rehabilitado en 1925 por:
- José María Pérez de Guzmán y Sanjuan (1895-1943), I conde de Hoochstrate, hijo de Juan Francisco Pérez de Guzmán y Boza II duque de T'Serclaes y de su segunda esposa María de los Dolores Sanjuan y Garvey.

Casó con María de la Concepción Castillejo y Wall, V condesa de Torreblanca, hija de Juan Bautista de Castillejo y Sánchez Teruel IV conde de Floridablanca, IX conde de Villa Amena de Cozbíjar y de María de la Concepción Wall y Alfonso de Sousa, XIV marquesa de Guadalcázar. Le sucedió, en 1956, su hijo:
- Juan Pérez de Guzmán y Castillejo (m. 2015), II conde de Hoochstrate.

Casó con María Cristina de Armiñán Jordán. Sucedió su hermana:
- María de la Concepción Pérez de Guzmán y Castillejo, III condesa de Hoochstrate.[2]

Sucedió su sobrino, hijo natural de su hermano, Juan Pérez de Guzmán y Castillejo:
- Andrés Pérez de Guzmán y Vega, IV conde de Hoochstrate.[4]